# Tyler Stone
Tyler Stone, né le 8 septembre 1991 à Memphis, Tennessee, est un joueur américain de basket-ball évoluant au poste d'ailier fort.

## Biographie

### Carrière universitaire
Entre 2009 et 2010, il joue pour les Tigers de l'université du Missouri.
Entre 2011 et 2014, il joue pour les Redhawks (en) de l'université d'État du sud-est du Missouri (en).

### Carrière professionnelle

#### Denizli Basket (2014-2015)
Le 26 juin 2014, automatiquement éligible à la draft NBA 2014, il n'est pas sélectionné. Durant l'été, il participe à la NBA Summer League d'Orlando avec les Pacers de l'Indiana.
le 9 juillet 2014, il signe son premier contrat professionnel en Turquie avec le Beşiktaş JK pour la saison 2014-2015. Toutefois, le 11 octobre, il est prêté au Denizli Basket (en) qui évolue en seconde division turque. En 28 matches avec Denizli, il a des moyennes de 14,5 points, 7,6 rebonds, 1,3 passes décisives et 1,3 interceptions par match.

#### Rethymno Cretan Kings (2015-2016)
En juillet 2015, il participe à la NBA Summer League de Las Vegas avec les Timberwolves du Minnesota.
Le 29 octobre 2015, il signe un contrat en Grèce avec les Rethymno Cretan Kings.

#### Chiba Jets (2016-2017)
Le 5 août 2016, Stone signe un contrat d'un an avec l'équipe japonaise du Chiba Jets (en). En 57 matchs disputés au cours de la saison 2016-2017, il a des moyennes de 17,9 points, 7,1 rebonds et 2,2 passes décisives par match.

#### Hapoël Gilboa Galil (août-nov. 2017)
Le 16 août 2017, Stone signe avec l'équipe israélienne de l'Hapoël Gilboa Galil (en) pour la saison 2017-2018. Le 6 novembre 2017, Stone bat son record de points en carrière avec 36 unités, réussissant 14 de ses 21 tirs, ainsi que onze rebonds lors d'une victoire 92-73 contre Ironi Nahariya. Il est ensuite nommé MVP de la 5e journée de la Ligue israélienne. En 7 matchs joués pour Gilboa Galil, il a des moyennes de 20,2 points, 9,4 rebonds et 3,4 passes décisives par match.

#### Shimane Susanoo Magic (nov. 2017-2018)
Le 21 novembre 2017, son contrat est racheté par l'équipe japonaise du Shimane Susanoo Magic (en).

#### BC Enisey (2018-fév. 2019)
Le 24 juillet 2018, Stone rejoint l'équipe russe du BK Ienisseï Krasnoïarsk de la VTB United League.

#### Pallacanestro Cantù (fév.- mai 2019)
Le 27 février 2019, Stone signe avec l'équipe italienne du Pallacanestro Cantù pour le reste de la saison 2018-2019.

#### Piratas de Quebradillas (mai - juil. 2019)
Le 17 mai 2019, Stone signe avec l'équipe portoricaine des Piratas de Quebradillas.

#### New Basket Brindisi (2019-2020)
Le 31 juillet 2019, il signe avec New Basket Brindisi dans le championnat italien.

#### Nanterre 92 (2020-2021)
Le 12 juillet 2020, Stone signe avec Nanterre 92 en première division française. En 19 matches de championnat, il a des moyennes de 10 points et 4,8 rebonds par match.

#### BCM Gravelines-Dunkerque (2021-2022)
Le 13 août 2021, Stone signe avec la JL Bourg-en-Bresse,. Mais, le 27 septembre, après une pré-saison compliquée, il est libéré de son contrat par l'équipe bressane.
Le 27 septembre 2021, il reste en France et rebondit au BCM Gravelines-Dunkerque.

## Statistiques
Gras = ses meilleures performances

### Universitaires
| Saison    | Équipe                        | Matchs | Titul. | Min./m | % Tir | % 3pts | % LF | Rbds/m. | Pass/m. | Int/m. | Ctr/m. | Pts/m. |
| --------- | ----------------------------- | ------ | ------ | ------ | ----- | ------ | ---- | ------- | ------- | ------ | ------ | ------ |
| 2009-2010 | Missouri                      | 11     | 0      | 4,1    | 64,7  | 0,0    | 0,0  | 0,82    | 0,18    | 0,18   | 0,09   | 2,00   |
| 2011-2012 | Southeast Missouri State (en) | 31     | 29     | 29,6   | 53,0  | 34,8   | 62,0 | 7,32    | 0,84    | 0,68   | 1,10   | 14,71  |
| 2012-2013 | Southeast Missouri State      | 33     | 29     | 32,2   | 49,2  | 23,9   | 79,1 | 7,79    | 1,18    | 0,76   | 1,27   | 15,52  |
| 2013-2014 | Southeast Missouri State      | 30     | 26     | 33,5   | 54,4  | 33,8   | 71,2 | 9,47    | 1,93    | 0,97   | 1,57   | 19,27  |
| Carrière  | Carrière                      | 105    | 84     | 28,9   | 52,3  | 30,7   | 71,0 | 7,40    | 1,19    | 0,73   | 1,18   | 14,93  |

## Palmarès
- First-team All-OVC (2014)
- 2× Second-team All-OVC (2012, 2013)
- OVC All-Newcomer Team (2012)

## Vie privée
Stone est le fils de James Bradley et Sharon Stone. Son père a joué l'université de Memphis et a été drafté par les Hawks d'Atlanta en 1979. Son cousin, Jarekious Bradley, le rejoint à l'université de Southeast Missouri State en 2013.